# NGC 7110
NGC 7110 is een balkspiraalstelsel in het sterrenbeeld Zuidervis. Het hemelobject werd op 23 september 1834 ontdekt door de Britse astronoom John Herschel.

## Synoniemen
- ESO 403-16
- MCG -6-47-12
- PGC 67199